# Konkret Finn
Konkret Finn war eine Hip-Hop-Crew aus Frankfurt am Main. Sie bestand aus Iz, Tone und DJ Feedback.

## Geschichte
Bekannt wurden Konkret Finn durch ihren Battle-Rap-Track Ich diss dich, der 1994 auf dem Label No Mercy Records (einem Sublabel von Planet Core Productions) veröffentlicht und von Iz, Tone, DJ Feedback und Marc Acardipane (eher bekannt für Hardcore Techno) produziert wurde. Dieser aggressive Track („Bevor du dein dummes Maul bewegst, hast du verlor'n, ich zertret' dich wie Popcorn, veränd're deine Kopfform“), der ein Sample aus dem Film Buddy Buddy enthält („Halt dein Maul und verpiss dich!“) zählt zu den Anfängen des deutschen Battle Raps und ist im Juice-All Time-Ranking unter den Top Ten zu finden. Executive Producer von dieser sehr seltenen 12"-Maxi (ca. 400 Pressungen) war DJ Feedback.
2001 erschien ihr einziges Album Reim, Rausch, Randale auf DEF JAM Germany, die ältesten Songs hierfür entstanden bereits 1989. Das Album enthält ebenfalls einen Remix von Ich diss dich und wurde komplett von A-Bomb, DJ Feedback und Combad  produziert.

## Diskografie

### Singles
- 1994: Ich diss dich
- 2001: Hip unne Hop

### Alben
- 2001: Reim, Rausch, Randale